# گردان بهم‌ریخته
گردان بهم‌ریخته (انگلیسی: Sturmtruppen) یک فیلم ایتالیایی-فرانسوی در سبک کمدی و محصول سال ۱۹۷۶ میلادی است.